# 丁慈
丁慈（1415年—？），字元愷，福建建寧府建陽縣人，民籍，明朝政治人物。同進士出身。

## 生平
正統六年（1441年）辛酉科福建鄉試第五十二名。景泰五年（1454年）甲戌科會試第二百六十四名，殿試登進士第三甲第九十九名。曾祖丁蘭。祖父丁壽。父丁仲和。